# Thes
Thes är ett släkte av skalbaggar som beskrevs av Semenov-tian-shansky 1910. Thes ingår i familjen mögelbaggar.
Släktet innehåller bara arten Thes bergrothi.